# Bethlen Miklós (színművész)
Gróf bethleni Bethlen Bolnai Miklós (Kolozsvár, 1831. augusztus 15. – Budapest, 1899. május 2.) magyar honvédtiszt, író, drámai színész, költő és hírlapíró.

## Életpályája
Szülei Bethlen János (1792–1851) politikus és gróf Béldi Rozália (1800–1836) voltak. 1845–1848 között a kolozsvári református főtanodában tanult. Az 1848–49-es forradalom és szabadságharcban mint honvéd százados vett részt. Az 1850-es években Egressy Gábornál és Párizsban tanult (1859). 1854-ben debütált színészként. 1854–1859 között a Nemzeti Színház tagja volt. 1856–1857 között a hamburgi társulat művésze volt. 1859–1862 között Párizsban játszott. 1862–1866 között a Magyar Sajtó című lap szerkesztője volt. 1866-ban részt vett a porosz–osztrák–olasz háborúban, ahol megsérült. 1867–1869 között az Ungarische Monatschrift szerkesztőjeként dolgozott. 1868–1871 között a Diplomatische Wochenschrift szerkesztője, 1869–1872 között a Polgár és Honvéd főmunkatársa volt. 1890–1897 között a Budapesti Hírlap tárcaírója, 1893–1899 között a Pesti Napló hírlapírója, majd 1897–1899 között a Hazánk újságírója volt.
Sírja a Fiumei úti sírkertben található (28-18-24.).

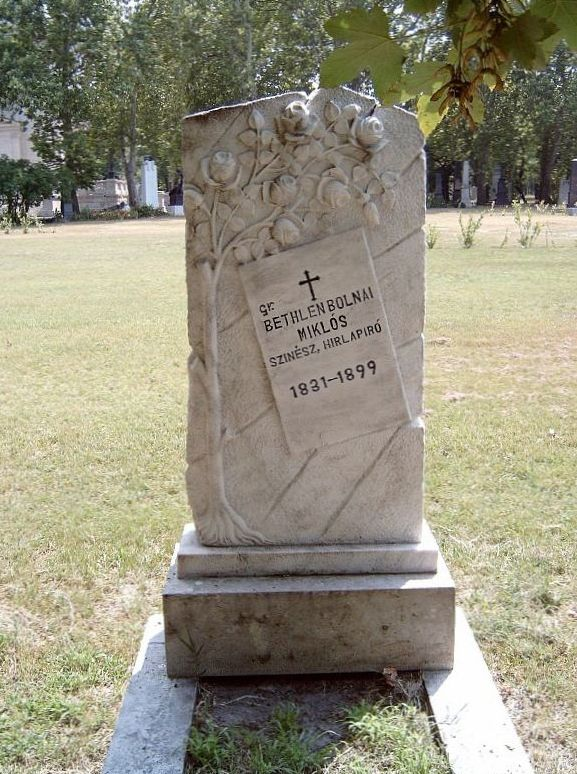
Sírja Budapesten. A Kerepesi temetőben: 28-18-24

## Színházi szerepei
- William Shakespeare: Hamlet....Hamlet
- Czakó: Kalmár és tengerész....Arthur
- Czakó: I. László kora....Salom

## Művei
- Angyal Bandi és Szép Juliska (népszínmű, Kolozsvár, 1846)
- Színházi naptár az 1857. évre (szerkesztette Dobsa Lajossal és Tóth Kálmánnal (Pest, 1856)
- A magyar színészetről (A Nemzeti Színház emlékkönyve. Szerkesztette: Jakab István) (Kolozsvár, 1857)
- A magyar kérdés európai szempontból (Pest, 1863)
- A birodalom súlypontja Budán (Pest, 1864)
- Ein Wort an Deák. Politikai röpirat. Nikolaus Bethlen néven (Wien, 1865)
- A történelem regénye 1846-1886 (Jellem- és korrajzok, Budapest, 1888)
- Divatos erkölcsös. Naturalisztikus dráma (Budapest, 1890)
- Múlt és jelen (Budapest, 1896)